# باشگاه فوتبال کارگر بنه‌گز
باشگاه فوتبال کارگر بنه‌گز یک باشگاه فوتبال ایرانی است که در سال ۱۳۵۹ در بنه‌گز تأسیس شده‌است. سرمربی فعلی این تیم عباس سرخاب است.
امتیاز این تیم در دی ماه ۱۳۹۵ به باشگاه فوتبال خوشه طلایی فروخته شد و این تیم منحل شد.